# Guinness (cratère)
Pour les articles homonymes, voir Guinness (homonymie).
Guinness est un cratère d'impact à la surface de Mercure. 
Le cratère a ainsi été nommé par l'Union astronomique internationale le 7 février 2025 en hommage à la peintre irlandaise May Guinness (1863-1955).
Son diamètre est de 97 km. Il se situe dans le Quadrangle d'Eminescu (quadrangle H-9) de Mercure.